# Phlegra semipullata
Phlegra semipullata là một loài nhện trong họ Salticidae.
Loài này thuộc chi Phlegra. Phlegra semipullata được Eugène Simon miêu tả năm 1901.